# Državna cesta D430
D430 je državna cesta u Hrvatskoj. Ukupna duljina iznosi 2,1 km.